# 幸會 (中島美雪專輯)
《幸會》是日本創作歌手中島美雪的第11張原創專輯，亦是她“狂亂時代”中的第1張專輯，於1984年10月24日發行。

## 介紹
- 從本專輯開始，中島美雪進入了“狂亂時代”，由民謠、流行風格轉為嘗試搖滾的編曲風格[2]。
- 本專輯的母帶由斯蒂芬·馬庫森（日语：スティーブン・マーカソン）處理。馬庫森還在2015年再次與中島合作，參與其專輯《組曲 (Suite)》的製作。
- LP盤作為特典還附贈了內頁說明和中島親筆書寫的神札（日语：神札）樣式的歌詞卡。
- 和下一張專輯《更衣》一樣，有音質更好的Master Sound盤。
- 雖然本專輯由波麗佳音發佈的版本已經停產，但從2021年開始，包含本專輯的郵購限定CD-BOX開始在波麗佳音Shopping Club發售[3]。
- 與上一張專輯《臨月》一樣，CD推遲了一個月才發售。現行盤中的CD是2018年由雅馬哈音樂傳播發行的數字修復盤。
- 2012年，Tom Baker at Precision Mastering (Los Angeles) 發售了一張新的數字修復CD (規格商品編號：YMPCD-10020)。
- 《幸福論》和《獨自一人》曾被分拆成7吋單曲盤，封面是中島腳邊的東西。

## 收錄
| A面      | A面            | A面        | A面   |
| 曲序     | 曲目           | 编曲       | 时长  |
| -------- | -------------- | ---------- | ----- |
| 1.       | 我是青鳥       | 小野崎孝輔 | 5:27  |
| 2.       | 幸福論         | 小野崎孝輔 | 3:03  |
| 3.       | 獨自一人       | 倉田信雄   | 5:04  |
| 4.       | 從出生之時開始 | 倉田信雄   | 4:41  |
| 5.       | 請代我向她問好 | 小野崎孝輔 | 4:38  |
| 总时长： | 总时长：       | 总时长：   | 22:53 |

| B面      | B面            | B面        | B面   |
| 曲序     | 曲目           | 编曲       | 时长  |
| -------- | -------------- | ---------- | ----- |
| 1.       | 不良           | 倉田信雄   | 5:15  |
| 2.       | 冷笑之月       | 倉田信雄   | 4:18  |
| 3.       | 到春天還有多遠 | 倉田信雄   | 5:10  |
| 4.       | 我們的將來     | 小野崎孝輔 | 5:16  |
| 5.       | 幸會           | 倉田信雄   | 4:38  |
| 总时长： | 总时长：       | 总时长：   | 24:37 |

### CD
| CD       | CD             | CD         | CD    |
| 曲序     | 曲目           | 编曲       | 时长  |
| -------- | -------------- | ---------- | ----- |
| 1.       | 我是青鳥       | 小野崎孝輔 | 5:27  |
| 2.       | 幸福論         | 小野崎孝輔 | 3:03  |
| 3.       | 獨自一人       | 倉田信雄   | 5:04  |
| 4.       | 從出生之時開始 | 倉田信雄   | 4:41  |
| 5.       | 請代我向她問好 | 小野崎孝輔 | 4:38  |
| 6.       | 不良           | 倉田信雄   | 5:15  |
| 7.       | 冷笑之月       | 倉田信雄   | 4:18  |
| 8.       | 到春天還有多遠 | 倉田信雄   | 5:10  |
| 9.       | 我們的將來     | 小野崎孝輔 | 5:16  |
| 10.      | 幸會           | 倉田信雄   | 4:38  |
| 总时长： | 总时长：       | 总时长：   | 47:30 |

## 歌曲
1. 我是青鳥
  - 本歌曲在1979年的“1979年·秋季巡演”中首次披露，此版本與專輯版略有不同。
2. 幸福論
  - “狂亂時代”的代表作之一。
  - 2003年第一學習社（日语：第一學習社）出版的教科書《國語表現Ⅰ》收錄了本歌曲[4][5]。
3. 獨自一人
  - 與先行單曲中的版本編曲不同。
4. 從出生之時開始
5. 請代我向她問好
6. 不良
7. 冷笑之月
8. 到春天還有多遠
  - “狂亂時代”的代表作之一。編曲和唱腔呈現出極大的反差。
9. 我们的將来
  - 2002年由緒方惠美，2004年由Bank Band翻唱。
10. 幸會
  - “狂亂時代”的代表作之一。歌詞和編曲[注 2]秉承了“狂亂時代”的探索與新生，中島以全新的姿態與聽衆見面。
  - 後來在專輯《現在的心情》中自翻唱。

## 演奏者
- Vocals：中島美雪

| 我是青鳥 - Drums：渡嘉敷祐一 - E.Bass：岡澤章 - E.Guitar：芳野藤丸 - Piano：倉田信雄 - Strings：大河内弘 Group 幸福論 - Drums：渡嘉敷祐一 - E.Bass：美久月千晴 - E.Guitar：青山徹 - Keyboard：倉田信雄 - F.Guitar：吉川忠英 - L.Percussion：齊藤信男 - Strings：大河内弘 Group 獨自一人 - Drums：渡嘉敷祐一 - E.Bass：富倉安生 - E.Guitar：芳野藤丸 - Keyboard：倉田信雄 - F.Guitar：吉川忠英 - L.Percussion：齊藤信男 - Strings：ジョー Group 從出生之時開始 - Drums：渡嘉敷祐一 - E.Bass：岡澤章 - E.Guitar：青山徹 - Keyboard：倉田信雄 - F.Guitar：吉川忠英 - Chorus：岡澤章・杉本和世 - Sax：齊藤清 請代我向她問好 - Drums：渡嘉敷祐一 - E.Bass：岡澤章 - E.Guitar：松下誠 - Keyboard：倉田信雄 - F.Guitar：吉川忠英 - L.Percussion：齊藤信男 - Strings：大河内弘 Group | 不良 - Drums：山木秀夫 - E.Bass：富倉安生 - E.Guitar：土方隆行・今剛 - Piano：倉田信雄 - H.Organ：難波正司 - Chorus：杉本和世 冷笑之月 - Drums：山木秀夫 - E.Bass：富倉安生 - E.Guitar：土方隆行 - F.Guitar：吉川忠英 - Keyboard：倉田信雄 - L.Percussion：齊藤信男 到春天還有多遠 - Drums：渡嘉敷祐一 - E.Bass：岡澤章 - E.Guitar：北島健二・芳野藤丸 - Keyboard：倉田信雄 - F.Guitar：吉川忠英 - Timpani：金山功 - Trumpet：峰義和・武田和三・中澤健次・細田忠義 我們的將來 - Drums：渡嘉敷祐一 - E.Bass：富倉安生 - E.Guitar：芳野藤丸 - Piano：倉田信雄 - L.Percussion：齊藤信男 - F.Guitar：吉川忠英 - Chorus：比山清・梅垣達志・木戸恭弘・尾形道子・伊集加代子・山川惠津子 幸會 - Drums：渡嘉敷祐一 - E.Bass：岡澤章 - E.Guitar：芳野藤丸 - F.Guitar：吉川忠英 - Keyboard：倉田信雄 - L.Percussion：斉藤信男 - F.Guitar：吉川忠英 - Chorus：比山清・梅垣達志・木戸恭弘・尾形道子・伊集加代子・山川惠津子 |

## 脚注
1. ↑  “島”即あいらんと（Island），是中島美雪的昵稱之一。
2. ↑  尤其是歌曲快結束時心臟的跳動聲。

## 外部鏈接
- 雅馬哈音樂傳播上的介紹頁面
  - 2001年盤 （页面存档备份，存于）
  - HQCD （页面存档备份，存于）